# Coyote Acres (Teksas)
Coyote Acres je naseljeno mjesto za statističke potrebe u američkoj saveznoj državi Teksas. Prema popisu stanovništva iz 2010. u njemu je živjelo 508 stanovnika.